# Медаль «За военные заслуги» (Южный Вьетнам)
Медаль «За военные заслуги» (вьет. Quân công bội tinh) — военная награда Южного Вьетнама. Являлась самой высокой наградой для рядового состава.

## Описание
Медалью «За военные заслуги» награждались рядовые и сержанты Вооруженных сил:
- ранее получавшие благодарность уровня Вооружённых Сил,
- получившие ранение в бою,
- отличившиеся своими героическими действиями,
- достойно прослужившие 13 лет.

Возможно было и посмертное награждение.
Медаль была создана по образцу французской Воинской медали и учреждена 15 августа 1950 года. Имела три типа аверса.
Военнослужащие армии США имеют право носить медаль «За военные заслуги» на мундирах рядового состава. Большое количество медалей было выпущено посмертно, так как этой медалью чаще всего награждались военнослужащие США, погибшие в бою. Последняя медаль была выдана американскому солдату в 1973 году, а выпуск медалей прекратился после падения Южного Вьетнама в 1975 году.